# Психоза
Психоза је психички поремећај код кога је као примарни симптом присутно отуђење пацијента од реалности. Огледају се у поремећеном контакту или чак прекиду контакта са стварношћу, дубоким поремећајима опажања, емоција, мишљења и понашања. Психотичној особи често недостаје увид у сопствену болест, па стога болесник верује да није он битно поремећен, већ његова околина. Пошто се јављају поремећаји у понашању и мишљењу, лаици често мешају психозе, које називају лудилима, са урођеном слабоумношћу, тј. ниским интелектуалним способностима или су уверени да психотична особа говори само бесмислице. Међутим, неке психозе није лако одмах препознати, поготово у почетним фазама, нити оне морају да захвате целокупно понашање и све области психичког живота. Остају острва нормалних реакција у којима се ништа неуобичајено не примећује, или бар нема ничег упадљивог. Други симптоми могу да укључују неповезан говор и понашање које је неприкладно за ситуацију. Такође могу да се јаве поремећаји сна, социјално повлачење, недостатак мотивације и тешкоће у обављању свакодневних активности.
Психозе имају мноштво различитих узрока. Они обухватају душевне болести, као што су шизофренија или биполарни поремећај, депривација сна, поједина медицинска стања, поједини лекови, и дроге као што је алкохол или канабис. Један тип, познат као постпорођајна психоза, може се јавити након порођаја. Сматра се да неуротрансмитер допамин учествује у том процесу. Акутна психоза се сматра примарном ако је резултат психијатријског стања и секундарном ако је узрокована медицинским стањем. Дијагноза менталног обољења обухвата искључивање других потенцијалних узрока. Тестови се морају спровести да би се проверило за могуће постојање болести централног нервног система, присуство токсина, или других здравствених проблема као могућих узрочника.
Третман може да обухвата антипсихотичке лекове, саветовање, и друштвену подршку. Постоје индикације да рани третман побољшава исходе. Лекови имају умерени учинак. Исходи су зависни од суштинског узрочника. У Сједињеним Државама око 3% људи развије психозу у неком тренутку свог живота. Ово стање је било познато бар од 4. века п. н. е. према Хипократу са Коса а вероватно и још од 1.500 п. н. е. судећи по египатским записима на Еберским папирусима.

## Знаци и симптоми

### Халуцинације
Халуцинација се дефинише као сензорна перцепција у одсуству спољашњег стимулуса. Халуцинације нису исто што и илузије, или перцептуалне дисторзије које су погрешне перцепције спољашњих подражаја. Халуцинације се могу појавити у било ком чулу и попримити скоро сваки облик, што може укључивати једноставне сензације (као што су светла, боје, укуси и мириси) до искустава као што су виђење и интеракција са потпуно формираним животињама и људима, слушање гласова са комплексним тактилним сензацијама. Халуцинације су генерално карактерисане као вивидне и неконтролисане.
Звучне халуцинације, а посебно искуства при којима се чују гласови су најчешће, и обично су проминентно својство психозе. До 15% опште популације може да доживи звучне халуцинације. Преваленција код оболелих од схизофреније је генерално око 70%, мада може да буде и до 98%. Током раног 20. века слушне халуцинације су биле на другом месту по учесталости, иза визуелних халуцинација. Оне су у данашње време најчешћа манифестација схизофреније, мада ступњеви могу да варирају међу културама и регијама. Звучне халуцинације су најчешће разумљиви гласови. Када су присутни гласови, просечан број је процењен на три. Садржај, као и учесталост, значајно се разликују, посебно у различитим културама и демографији. Људи који доживљавају звучне халуцинације могу често да идентификују гласност и локацију порекла, и могу да одреде идентитете гласова. За западне културе су типични звучни доживљаји повезани са религијским садржајем, често у контексту греха. Халуцинације могу наредити особи да учини нешто што може бити опасно кад се уради у комбинацији са заблудама.
Екстракампинске халуцинације су слушне халуцинације које потичу из одређеног дела тела (нпр. глас који долази из колена особе).
Визуелне халуцинације се јављају код око трећине људи са шизофренијом, мада према неким подацима стопа може да буде 55%. Садржај често укључује анимиране објекте, мада се могу видети и перцептивне абнормалности као што су промене у осветљењу, осенчењу, пругама или линијама. Визуелне абнормалности могу да буду у конфликту са проприоцептивним информацијама, и визије могу да обухватају искуства као што је нагибање тла. Лилипутијске халуцинације су ређе код шизофреније, и чешће се јављају код разних типова енцефалопатије (нпр. педункуларна халуциноза).
Висцерална халуцинација, која се назива и ценестетичком халуцинацијом, је карактерисана висцералном сензацијом у одсуству стимуланса. Ценестетске халуцинације могу да обухватају осећај горења, или реорганизације унутрашњих органа.

## Врсте психоза
Психозе се најчешће деле у две групе - пропратне, односно органске и ендогене, односно функционалне.
Пропратне психозе настају као израз неког органског обољења или поремећаја, на пример код трбушног тифуса, прогресивне парализе изазване сифилисом, маларије, поремећаја неких жлезда, алкохолизма итд. Како су ове психозе секундарног карактера, оне нестају ако се уклони основна болест или поремећај, под условом да је основно обољење излечиво. Те психозе се зато и називају органске, јер имају органску основу.
Другу групу чине функционалне психозе. Сматра се да у њиховом настајању важнију улогу имају урођени и наследни фактори, али исто тако и целокупан систем социјализације и чиниоци средине.
Једна од функционалних психоза је шизофренија. Ова реч је кованица и значи „расцеп душе“, слободније речено, распадање личности. Нажалост, по свему судећи, у питању је не једно, већ више обољења, са неким сличним и заједничким поремећајима. За ову психозу је карактеристично повлачење болесника у себе, ремећење и прекид контакта са стварношћу, губљење животног полета, поремећај емоција и мишљења (мишљење постаје збркано и нејасно) и постепено опадање способности мишљења (деменција), све до поремећаја нагона, када болесник одбија храну или узима и предмете који нису за исхрану. Мења се и говор болесника, може доћи до сажимања и спајања речи, па за околину тај говор постаје неразумљив. Може доћи до халуцинација, као и до суманутих идеја, када је на пример, болесник убеђен да га прогоне и трују. Може да га спопадне и огроман страх, па се дешава да изврши самоубиство или убиство.
Друга функционална психоза је манично-депресивна у којој су најизразитији поремећаји у емоционалном понашању. Ако се јавља претерана веселост, без разлога, бујица речи и идеја уз прецењене идеје болесника о сопственој вредности, говоримо о манији или манијакалном стању (ово најчешће нема везе са речју манијак коју користе лаици). Када се јављају јако жалосна расположења, меланхолична, потпуна безвољност, кочење мишића, осећај кривице - ради се о депресији или меланхоличном стању. Таква особа често не сматра да је болесна, већ верује да је стварно крива. Болесник окривљује себе за нешто због чега није крив, или што само по себи не би требало да изазове такво понашање. У таквом стању болесник може да изврши и самоубиство.
Има болесника код којих се периодично јављају само манична или само депресивна стања. Међутим, понекад се та два стања смењују - болесник је извесно време претерано радостан, а касније ненормално тужан, па се зато говори о манично-депресивној или циркуларној психози. 
Ова болест, после завршетка једне или друге фазе, обично не узрокује велика оштећења. Лакше се смирује и зато није толики социјално-медицински проблем као шизофренија.